# Yangwang U8
Yangwang U8 – hybrydowy samochód osobowy typu SUV klasy pełnowymiarowej produkowany pod chińską marką Yangwang od 2023 roku.

## Historia i opis modelu

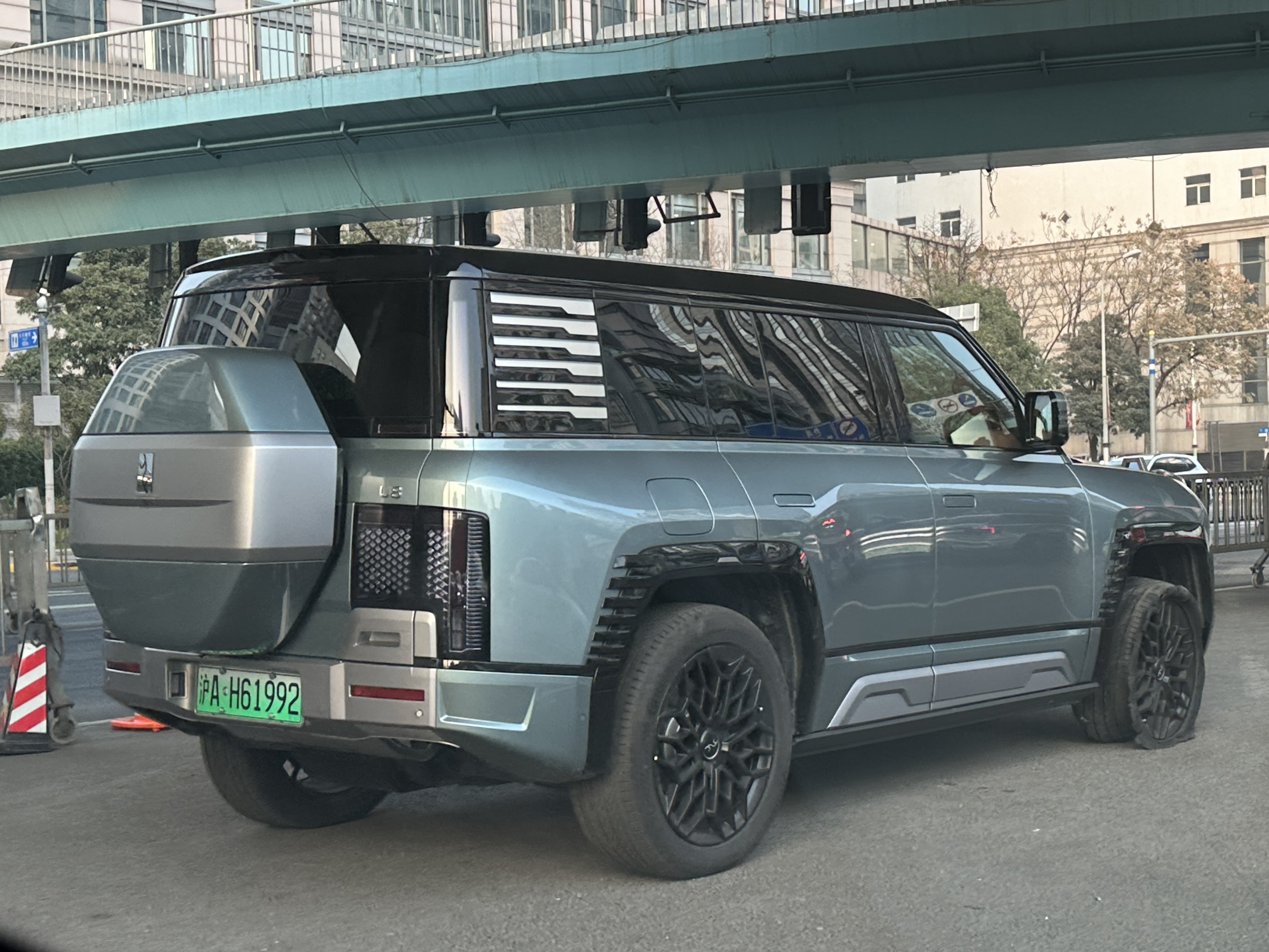
Yangwang U8 - tył

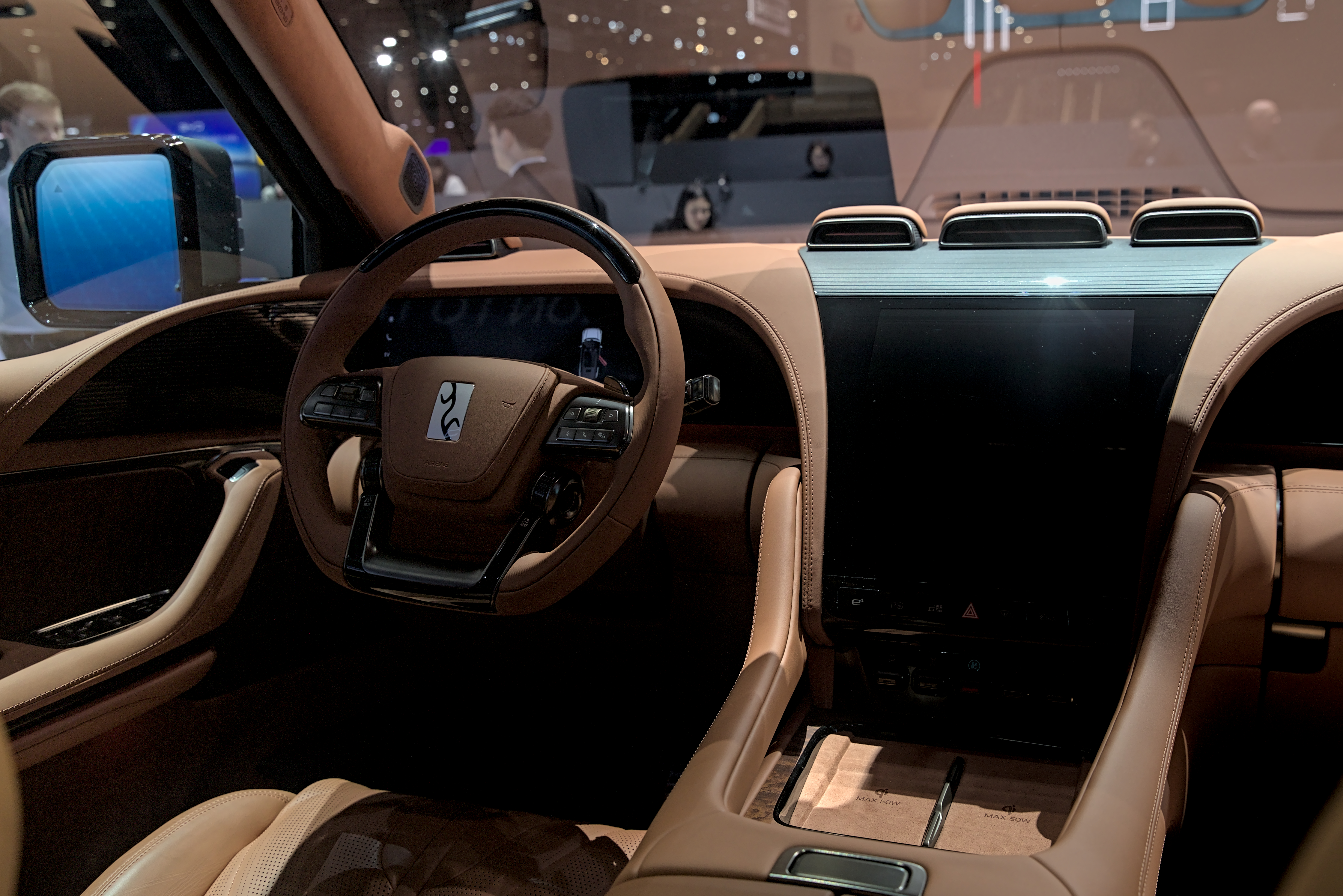
Yangwang U8 - kokpit

W styczniu 2023 odbyła się inauguracja nowej marki Yangwang należącej do chińskiego koncernu BYD Auto, czemu towarzyszyła premiera jednego z dwóch pierwszych produktów filii - dużego, flagowego SUV-a Yangwang U8. Samochód utrzymany został w futurystycznym projekcie stylistycznym Wolfganga Eggera, charakteryzując się masywną, kanciastą sylwetką wzbogaconą licznymi detalami. Pas przedni zyskał rozległą osłonę chłodnicy, a reflektory zyskały nietypowy kształt odwróconych liter "C". Tylną, ściętą część nadwozia zwieńczyła duża osłona koła zapasowego, a tylne lampy utworzyły dwa, nieregularnie ukształtowane segmenty.
Kabina pasażerska została utrzymana w luksusowej esetyce, z masywną, wysoko zabudowaną deską rozdzielczą zdominowaną przez 3 wyświetlacza. Dwa skrajne z nich o przekątnej 23,6-cala przyjęły kolejno rolę cyfrowych wskaźników przed kierowcą oraz interaktywnego ekranu dotykowego dla pasażera. Pośrodku symetrycznego układu kokpitu znalazł się rozbudowany, 12,8-calowy pionowy ekran dotykowy pozwlający na sterowanie systemem multimedialnym, a także m.in. rozbudowanymi ustawieniami układu podczas jazdy po bezdrożach.
Yangwang U8 został wykorzystany do demonstracji możliwości technologicznych BYD Auto, zyskując liczne nietypowe rozwiązania. Jednym z nich została funkcja tzw. tank turn, która pozwala wykonać obrót 360 stopni wokół własnej osi stojąc w miejscu. Innym rozwiązaniem został system pozwalający na dryfowanie po wodzie z prędkością 3 km/h, nie dłużej niż 30 minut.

### Master Edition
W kwietniu 2024 podczas międzynarodowych targów samochodowych w Peinie została przedstawiona specjalna wersja Masters Edition przystosowana do jazdy w trudnych warunkach terenowych. Samochód zyskał m.in. wyprowadzoną na słupku A rurę wydechową, dodatkowy bagażnik dachowy, a także mocniejszy układ napędowy o mocy maksymalnej 1306 KM i 1680 Nm maksymalnego momentu obrotowego.

### Sprzedaż
Yangwang U8 powstał głównie z myślą o rodzimym rynku chińskim, ze zbieraniem zamówień na pierwsze egzemplarze rozpoczętym na 4 miesiące po premierze, w kwietniu 2023 roku. Oficjalny cennik został opublikowany we wrześniu tego samego roku, z kolei produkcja w chińskich zakładach BYD Auto w Xi’an rozpoczęła w listopadzie 2023. Wówczas firma posiadała 30 tysięcy zamówień na hybrydowego SUV-a. Pod koniec lutego 2024 podczas Geneva Motor Show U8 został przedstawiony przed europejską publicznością, zwiastując możliwy debiut na tym rynku jako pierwszym poza Chinami.

### Dane techniczne
Yangwang U8 jest samochodem hybrydowym, w którym jednostka spalinowa nie przenosi moc na koła i pełni funkcję tzw. range extendera zapewniającego większy zasięg w cyklu miesznaym. Został nią turbodoładowany silnik benzynowy o pojemności 2 litrów o mocy 268 KM, którą połączono z dwoma silnikami elektrycznymi rozmieszczonymi przy każdej z osi. Rozwinęły one moc 1180 KM i 1280 Nm maksymalnego momentu obrotowego, pozwalając całemu układowi napędowemu na rozpędzenie się od 0 do 100 km/h w 3,6 sekundy. Bateria o pojemności 49 kWh pozwala na przejechanie w trybie w pełni elektrycznym do 180 kilometrów, a zasięg mieszany układu hybrydowego pozwala przejechać do 1000 kilometrów w chińskiej procedurze pomiarowej CLTC.